# Timor Wschodni na Letnich Igrzyskach Olimpijskich 2016
Timor Wschodni na Letnich Igrzyskach Olimpijskich 2016 w Rio de Janeiro będzie reprezentowało 3 zawodników. Był to 5 występ reprezentacji Timoru Wschodniego na letnich Igrzyskach olimpijskich.

## Skład reprezentacji

### Lekkoatletyka
Timor Wschodni dostał od IAAF zaproszenie do wysłania 2 lekkoatletów (kobiety i mężczyzny).
| Zawodnik       | Konkurencja     | Eliminacje | Eliminacje | Półfinał | Półfinał | Finał    | Finał   |
| Zawodnik       | Konkurencja     | Rezultat   | Pozycja    | Rezultat | Pozycja  | Rezultat | Pozycja |
| -------------- | --------------- | ---------- | ---------- | -------- | -------- | -------- | ------- |
| Augusto Soares | 1500 m mężczyzn | 4:11,35    | 40.        | NQ       | NQ       | NQ       | NQ      |
| Nélia Martins  | 1500 m kobiet   | 5:00,53    | 41.        | NQ       | NQ       | NQ       | NQ      |

### Kolarstwo górskie
Timor Wschodni dostał zaproszenie do wysłania kolarza górskiego na Igrzyska. 
| Zawodnik          | Konkurencja          | Wynik      | Pozycja    |
| ----------------- | -------------------- | ---------- | ---------- |
| Francelina Cabral | Cross-country kobiet | Zdublowana | Zdublowana |